# Montserrat Vilà i Planella
Montserrat Vilà i Planella (Figueres, 1964) és una ecòloga que estudia principalment els factors biològics i ambientals que determinen la presència i l'èxit de les plantes invasores, així com els seus impactes ecològics i econòmics. Va fer el doctorat al Centre de Recerca Ecològica i Aplicacions Forestals (CREAF), de la Universitat Autònoma de Barcelona, sota la direcció del Dr. Jaume Terradas, i va presentar la tesi l'any 1993. Entre 1994 i 1996 va treballar com a investigadora post-doctoral a la universitat de Berkeley (Califòrnia). Posteriorment, va tornar al CREAF com a secretària científica i professora de recerca associada, també va impartir classes a la Universitat de Barcelona, tot mantenint una estreta vinculació amb la universitat de Berkeley. L'any 2006 va començar a treballar a la Estación Biológica de Doñana, on des de 2010 és professora d'investigació i des del 2012 fins al 2015 en va ser directora adjunta. El 2017 i 2018 va coordinar avaluacions i seguiments de l'àrea de biologia vegetal, animal i ecologia en l'Agència Estatal de Recerca. Va ser membre del comité científic per la flora i la fauna del Ministerio para la Transición Ecológica.
Ha publicat més de 225 articles SCI, co-editat 7 llibres, escrit més de 40 capítols per llibres i dirigit 12 tesis doctorals. El 2014 va ser una de les 47 persones de nacionalitat espanyola escollides Highly cited researcher, la llista de l'agència Thomson Reuters on figuren els científics més citats dels últims 10 anys. Des de 2014 fins a 2019, ha figurat cada any en el llistat Highly cited researchers.
El febrer del 2023 fou escollida membre de la Reial Acadèmia de Ciències Exactes, Físiques i Naturals d'Espanya, i també és membre de l'Institut d'Estudis Catalans.